# Saison 2017-2018 du Castres olympique
Cette page présente la saison 2017-2018 du Castres olympique en Top 14 et en Coupe d'Europe.

## Entraîneurs
- Christophe Urios (directeur sportif)
- Joe El Abd (entraîneur des avants)
- Frédéric Charrier (entraîneur des arrières)

## Effectif
| Nom                   | Poste               | Naissance         | Nationalité sportive | Sélections (pts marqués) | Dernier club       | Arrivée au club (année) | Joueur issu des filières de formation |
| --------------------- | ------------------- | ----------------- | -------------------- | ------------------------ | ------------------ | ----------------------- | ------------------------------------- |
| Marc-Antoine Rallier  | Talonneur           | 2 décembre 1988   | France               | -                        | Colomiers rugby    | 2011                    | JIFF                                  |
| Jody Jenneker         | Talonneur           | 10 avril 1984     | Afrique du Sud       | -                        | US Oyonnax         | 2016                    | NON JIFF                              |
| Kévin Firmin          | Talonneur           | 20 avril 1992     | France               | -                        | US Dax             | 2017                    | JIFF                                  |
| Mihaita Lazăr         | Pilier              | 29 octobre 1986   | Roumanie             |                          | CA Saint-Étienne   | 2012                    | NON JIFF                              |
| Yohan Montès          | Pilier              | 7 février 1985    | France               | -                        | Stade toulousain   | 2014                    | JIFF                                  |
| Eric Sione            | Pilier              | 29 octobre 1992   | Nouvelle-Zélande     | -                        | Wellington         | 2015                    | NON JIFF                              |
| Antoine Tichit        | Pilier              | 13 juin 1989      | France               | -                        | US Oyonnax         | 2015                    | JIFF                                  |
| Damien Tussac         | Pilier              | 2 janvier 1988    | France               | -                        | US Montauban       | 2016                    | JIFF                                  |
| Daniel Kotze          | Pilier              | 28 mars 1987      | Afrique du Sud       |                          | ASM Clermont       | 2016                    | NON JIFF                              |
| Tudor Stroe           | Pilier              | 6 novembre 1993   | France               | -                        | Tarbes PR          | 2016                    | JIFF                                  |
| Gaëtan Clermont       | Pilier              | 2 juillet 1990    | France               |                          | US Carcassonne     | 2017                    | JIFF                                  |
| Rodrigo Capó Ortega   | Deuxième ligne      | 8 décembre 1980   | Uruguay              |                          | SO Millau          | 2002                    | NON JIFF                              |
| Christophe Samson     | Deuxième ligne      | 1er mars 1984     | France               |                          | RC Toulon          | 2012                    | JIFF                                  |
| Victor Moreaux        | Deuxième ligne      | 19 septembre 1993 | France               |                          | Stade Toulousain   | 2013                    | JIFF                                  |
| Loïc Jacquet          | Deuxième ligne      | 31 mars 1985      | France               |                          | ASM Clermont       | 2016                    | JIFF                                  |
| Thibault Lassalle     | Deuxième ligne      | 22 août 1987      | France               |                          | RC Toulon          | 2016                    | JIFF                                  |
| Steve Mafi            | Deuxième ligne      | 9 décembre 1989   | Tonga                |                          | Western Force      | 2016                    | NON JIFF                              |
| Mathieu Babillot      | 3e ligne aile       | 9 septembre 1993  | France               |                          | Formé au club      | 2013                    | JIFF                                  |
| Alexandre Bias        | 3e ligne aile       | 21 avril 1981     | France               | -                        | Montpellier HR     | 2015                    | JIFF                                  |
| Yannick Caballero     | 3e ligne aile       | 3 avril 1983      | France               |                          | US Montauban       | 2009                    | JIFF                                  |
| Alex Tulou            | 3e ligne aile       | 21 mars 1987      | Samoa américaines    | -                        | Montpellier HR     | 2015                    | NON JIFF                              |
| Maama Vaipulu         | 3e ligne            | 21 juillet 1989   | Nouvelle-Zélande     | -                        | Chiefs             | 2016                    | NON JIFF                              |
| Anthony Jelonch       | 3e ligne aile       | 28 juillet 1996   | France               |                          | Formé au club      | 2016                    | JIFF                                  |
| Baptiste Delaporte    | 3e ligne aile       | 27 mars 1997      | France               |                          | Formé au club      | 2017                    | JIFF                                  |
| Rory Kockott          | Demi de mêlée       | 25 juin 1986      | France               |                          | Lions              | 2011                    | NON JIFF                              |
| Ludovic Radosavljevic | Demi de mêlée       | 17 août 1989      | France               |                          | ASM Clermont       | 2017                    | JIFF                                  |
| Yohan Domenech        | Mêlée               | 19 avril 1993     | France               | -                        | US Carcassonne     | 2017                    | JIFF                                  |
| Benjamín Urdapilleta  | Demi d'ouverture    | 11 mars 1989      | Argentine            |                          | US Oyonnax         | 2015                    | NON JIFF                              |
| Pierre Tatre          | Demi d'ouverture    | 1998              | France               |                          | Saône Seille Rugby | 2017                    | JIFF                                  |
| Yohan Le Bourhis      | Demi d'ouverture    | 14 mars 1994      | France               |                          | Biarritz olympique | 2017                    | JIFF                                  |
| Florian Vialelle      | Trois-quarts centre | 5 octobre 1993    | France               | -                        | SC Albi            | 2014                    | JIFF                                  |
| Thomas Combezou       | Trois-quarts centre | 26 janvier 1987   | France               | -                        | Montpellier        | 2014                    | JIFF                                  |
| Afusipa Taumoepeau    | Trois-quarts centre | 26 janvier 1990   | Australie            | -                        | SC Albi            | 2016                    | NON JIFF                              |
| Robert Ebersohn       | Trois-quarts centre | 23 février 1989   | Afrique du Sud       | -                        | Montpellier HR     | 2016                    | NON JIFF                              |
| David Smith           | Trois-quarts aile   | 12 octobre 1986   | Nouvelle-Zélande     | -                        | RC Toulon          | 2015                    | NON JIFF                              |
| Armand Batlle         | Ailier              | 12 avril 1987     | France               | -                        | FC Grenoble        | 2017                    | JIFF                                  |
| Taylor Paris          | Ailier              | 6 octobre 1992    | Canada               |                          | SU Agen            | 2017                    | JIFF                                  |
| Julien Dumora         | Arrière             | 24 mars 1988      | France               | -                        | Lyon               | 2014                    | JIFF                                  |
| Geoffrey Palis        | Arrière             | 8 juillet 1991    | France               | -                        | Albi               | 2013                    | JIFF                                  |
| Pierre Bérard         | Arrière             | 23 mai 1991       | France               |                          | Stade rochelais    | 2016                    | JIFF                                  |
| Kylian Jaminet        | Arrière             | 28 décembre 1995  | France               | -                        | RC Toulon          | 2016                    | JIFF                                  |
| Julien Caminati       | Arrière             | 28 octobre 1985   | France               |                          | RC Toulon          | 2016                    | JIFF                                  |
| Colin Gerbaud         | Arrière             | 30 septembre 1999 | France               |                          | Stade rochelais    | 2016                    | JIFF                                  |

## Calendrier et résultats

### Matchs amicaux
- Castres Olympique - SU Agen :  49-26
- Castres Olympique - Sale Sharks :  14-31

### Top 14

#### Saison régulière
| - Racing 92 - Castres Olympique : 25-21 - Castres Olympique - Union Bordeaux-Bègles : 33-19 - Castres Olympique - Montpellier HR : 17-22 - Section paloise - Castres Olympique : 28-13 - Lyon OU - Castres Olympique : 31-12 - Castres Olympique - ASM Clermont : 29-23 - CA Brive - Castres Olympique : 27-22 - Castres Olympique - SU Agen : 43-28 - US Oyonnax - Castres Olympique : 19-32 - Castres Olympique - Stade rochelais : 31-15 - Castres Olympique - RC Toulon : 20-19 - Stade toulousain - Castres Olympique : 31-41 - Castres Olympique - Stade français Paris : 28-6 | - Castres Olympique - Racing 92 : 13 - 18 - Union Bordeaux-Bègles - Castres Olympique : 6-7 - Montpellier HR - Castres Olympique : 45-7 - Castres Olympique - Section paloise : 27 - 29 - Castres Olympique - Lyon OU : 33-22 - ASM Clermont - Castres Olympique : 27-31 - Castres Olympique - CA Brive : 37-28 - SU Agen - Castres Olympique : 30-3 - Castres Olympique - US Oyonnax : 54-3 - Stade rochelais - Castres Olympique : 18-26 - RC Toulon - Castres Olympique : 59-13 - Castres Olympique - Stade toulousain : 28-23 - Stade français Paris - Castres Olympique : 23-17 |

| Rang | Club                  | J  | V  | N | D  | Bo | Bd | Pm  | Pe  | Diff | Pts |
| ---- | --------------------- | -- | -- | - | -- | -- | -- | --- | --- | ---- | --- |
| 1    | Montpellier HR        | 26 | 17 | 0 | 9  | 12 | 1  | 752 | 559 | +193 | 81  |
| 2    | Racing 92             | 26 | 18 | 0 | 8  | 5  | 3  | 622 | 478 | +144 | 80  |
| 3    | Stade toulousain      | 26 | 16 | 1 | 9  | 4  | 4  | 719 | 595 | +124 | 74  |
| 4    | RC Toulon             | 26 | 14 | 0 | 12 | 9  | 8  | 766 | 507 | +259 | 73  |
| 5    | Lyon OU               | 26 | 15 | 0 | 11 | 7  | 3  | 689 | 541 | +148 | 70  |
| 6    | Castres olympique     | 26 | 15 | 0 | 11 | 4  | 5  | 638 | 624 | +14  | 69  |
| 7    | Stade rochelais       | 26 | 14 | 1 | 11 | 6  | 3  | 686 | 531 | +155 | 67  |
| 8    | Section paloise       | 26 | 15 | 0 | 11 | 2  | 4  | 590 | 584 | +6   | 66  |
| 9    | ASM Clermont (T)      | 26 | 11 | 1 | 14 | 4  | 4  | 629 | 687 | -58  | 54  |
| 10   | Union Bordeaux Bègles | 26 | 10 | 1 | 15 | 2  | 4  | 557 | 623 | -66  | 48  |
| 11   | SU Agen (P)           | 26 | 10 | 0 | 16 | 2  | 4  | 537 | 757 | -220 | 46  |
| 12   | Stade français Paris  | 26 | 9  | 0 | 17 | 2  | 4  | 540 | 740 | -200 | 42  |
| 13   | Oyonnax Rugby (P)     | 26 | 7  | 3 | 16 | 1  | 4  | 566 | 824 | -258 | 39  |
| 14   | CA Brive              | 26 | 7  | 1 | 18 | 1  | 5  | 485 | 726 | -241 | 36  |

#### Phases finales

##### Barrages
Opposé au Stade toulousain, qui a terminé 3e de la phase régulière, et qui a éliminé le Stade toulousain en match de barrage, le Castres olympique se qualifie en disposant de son adversaire par 11 à 23.
| Samedi 19 mai 2018 16 h 15 | Stade toulousain                                               | 11 - 23 (6 - 13) | Castres olympique | Stade Ernest-Wallon, Toulouse Arbitre : Romain Poite |
| Samedi 19 mai 2018 16 h 15 | Essai(s) : 1 Ghiraldini (60e) Pénalité(s) : 2 Ramos (16e, 20e) |                  | Essai(s) : 2 Batlle (12e, 45e) Transformation(s) : 2 Urdapilleta (12e, 46e) Pénalité(s) : 3 Kockott (25e, 48e), Urdapilleta (35e) Carton(s) rouge(s) : 1 Jenneker (59e) | Stade Ernest-Wallon, Toulouse Arbitre : Romain Poite |
| Samedi 19 mai 2018 16 h 15 |                                                                |                  | | Stade Ernest-Wallon, Toulouse Arbitre : Romain Poite |

##### Demi-finales
| Samedi 26 mai 2018 16 h 45 | Racing 92 | 14 - 19 (14 - 16) | Castres olympique | Groupama Stadium, Décines-Charpieu 56 272 spectateurs Arbitre : Alexandre Ruiz |
| Samedi 26 mai 2018 16 h 45 | Essai(s) : 2 Imhoff (19e), Dupichot (25e) Transformation(s) : 2 Iribaren (19e, 25e) Carton(s) jaune(s) : 1 Tameifuna (40e) |                   | Essai(s) : 1 Vaipulu (8e) Transformation(s) : 1 Urdapilleta (8e) Pénalité(s) : 4 Urdapilleta (11e, 33e, 40e, 64e) Carton(s) jaune(s) : 1 Dumora (66e) | Groupama Stadium, Décines-Charpieu 56 272 spectateurs Arbitre : Alexandre Ruiz |
| Samedi 26 mai 2018 16 h 45 | |                   | | Groupama Stadium, Décines-Charpieu 56 272 spectateurs Arbitre : Alexandre Ruiz |

##### Finale
| Samedi 2 juin 2018 20 h 45 | Montpellier HR                                                                  | 13 - 29 (6 - 19) | Castres olympique | Stade de France, Saint-Denis 78 442 spectateurs Arbitre : Jérôme Garcès |
| Samedi 2 juin 2018 20 h 45 | Essai(s) : 1 Essai de pénalité (55e) Pénalité(s) : 2 Steyn (12e), Pienaar (34e) |                  | Essai(s) : 2 Dumora (39e), Mafi (76e) Transformation(s) : 2 Urdapilleta (40e, 77e) Pénalité(s) : 5 Urdapilleta (8e, 15e, 19e, 30e, 62e) | Stade de France, Saint-Denis 78 442 spectateurs Arbitre : Jérôme Garcès |
| Samedi 2 juin 2018 20 h 45 |                                                                                 |                  | | Stade de France, Saint-Denis 78 442 spectateurs Arbitre : Jérôme Garcès |

### Coupe d'Europe
Dans la Coupe d'Europe le Castres Olympique, fait partie de la poule 4 et sera opposé aux Français du Racing 92, aux Anglais des Leicester Tigers et aux Irlandais du Munster.
| - Castres Olympique - Munster : 17-17 - Leicester Tigers - Castres Olympique : 54-29 - Castres Olympique - Racing 92 : 16-13 | - Racing 92 - Castres Olympique : 29-7 - Castres Olympique - Leicester Tigers : 39-0 - Munster - Castres Olympique : 48-3 |

Avec 2 victoires, 1 nul et 3 défaites, le Castres Olympique termine 3e de la poule 4 et n'est qualifié pour les quarts de finale.
| Rang | Équipe            | J | V | N | D | Em | Ee | Bo | Bd | Pm  | Pe  | Diff | Pts |
| ---- | ----------------- | - | - | - | - | -- | -- | -- | -- | --- | --- | ---- | --- |
| 1    | Munster           | 6 | 4 | 1 | 1 | 18 | 8  | 2  | 1  | 167 | 87  | +80  | 21  |
| 2    | Racing 92         | 6 | 4 | 0 | 2 | 14 | 10 | 1  | 2  | 128 | 105 | +23  | 19  |
| 3    | Castres olympique | 6 | 2 | 1 | 3 | 13 | 20 | 2  | 0  | 111 | 161 | -50  | 12  |
| 4    | Leicester Tigers  | 6 | 1 | 0 | 5 | 12 | 19 | 1  | 2  | 118 | 171 | -53  | 7   |

## Statistiques

### Championnat de France
Meilleurs réalisateurs
| Rang | Joueur               | Poste            | Points | Essais | Transf. | Pén. | Drops |
| ---- | -------------------- | ---------------- | ------ | ------ | ------- | ---- | ----- |
| 1    | Benjamín Urdapilleta | Demi d'ouverture | 297    | 1      | 50      | 61   | 3     |
| 2    | Armand Batlle        | Ailier           | 62     | 12     | 1       | 0    | 0     |
| 3    | Julien Dumora        | Arrière          | 60     | 12     | 0       | 0    | 0     |
| 4    | Rory Kockott         | Demi de mêlée    | 43     | 3      | 2       | 8    | 0     |
| 5    | Alex Tulou           | 3e ligne aile    | 35     | 7      | 0       | 0    | 0     |

Meilleurs marqueurs
| Rang | Joueur          | Poste               | Essais |
| ---- | --------------- | ------------------- | ------ |
| 1    | Armand Batlle   | Ailier              | 12     |
| 1    | Julien Dumora   | Arrière             | 12     |
| 3    | Alex Tulou      | 3e ligne aile       | 7      |
| 4    | David Smith     | Trois-quarts aile   | 6      |
| 5    | Thomas Combezou | Trois-quarts centre | 4      |